# Abaris Golden Arrow
De Abaris Golden Arrow is een zelfbouwvliegtuig, ontwikkeld door Abaris Aircraft Corporation. Het is een ongewoon groot vliegtuig voor een zelfbouw. Het kan vijf personen en een piloot vervoeren en is, ook ongewoon, aangedreven door een turboprop motor. 
De Golden Arrow heeft een conventionele laagdekker configuratie, met een intrekbaar driewielig landingsgestel en een staart in T-vorm. Hij is grotendeels gebouwd van composietmateriaal. 

## Specificaties
- Bemanning: 1 piloot
- Capaciteit: 5 passagiers
- Lengte: 9,53 m
- Spanwijdte: 13 m
- Hoogte: 3,7 m
- Vleugeloppervlak:
- Leeggewicht:1364 kg
- Beladen gewicht: 2636 kg
- Max takeoff gewicht:
- Max snelheid: 504 km/h
- Bereik: 2672 km
- Plafond: 7927 m
- Motoren: 1× Walter M601 turboprop, 560 kW (750 pk)